# Kodeks 0153
Kodeks 0153 (Gregory-Aland no. 0153) – ostrakon z tekstem greckiego Nowego Testamentu, datowany na IX wiek. Pisany jest uncjałą.

## Opis
Ostrakon zawiera dwa wiersze Nowego Testamentu 2 Koryntian 4,7 oraz 2 Tymoteusza 2,20. Tekst pisany jest uncjałą.
Caspar René Gregory podzielił rękopisy na cztery grupy, papirusy, uncjały, minuskuły i lekcjonarze. Niniejszy ostrakon zaliczył do uncjałów. Ernst von Dobschütz  wyodrębnił osobną grupę ostrakonów. Dobschütz znał 25 ostrakonów Nowego Testamentu.
Kurt Aland nie zaklasyfikował go do żadnej kategorii.
Ostrakon datowany jest na IV wiek.
Rękopis jest przechowywany w Bibliotece Bodlejańskiej (Ms. 62) w Oksfordzie.